# Humanistische Partei
Humanistische Partei ist der Name von Parteien in mehreren Ländern im weltweiten Umkreis der Humanistischen Bewegung. Sie vertreten den sogenannten Neuen Humanismus von Mario Rodríguez Cobos (genannt Silo).
Die meisten der nationalen Parteien gehören der 1989 gegründeten Internationalen Humanistischen Partei (International Humanist Party), früher Humanistische Internationale, an. Schwerpunkte hat die HP in Südamerika und Europa, wo auch Regionalverbände der Humanistischen Internationale bestanden. Mit Ausnahme der Humanistischen Partei Chiles kommt sie aber nirgends über den Status einer Kleinstpartei hinaus. Der deutsche Ableger ist seit 2006 inaktiv. Die Humanistischen Parteien sind mit der 2014 in Berlin gegründeten Partei der Humanisten (Die Humanisten) nicht identisch.

## Geschichte
Die Partei ging aus der 1969 vom argentinischen Schriftsteller Mario Rodríguez Cobos, genannt Silo, in Mendoza (Argentinien) gegründeten „Gemeinschaft für Ausgeglichenheit und Entwicklung des Menschen“ hervor, Die Organisation änderte mehrfach ihren Namen und nennt sich seit 1978 „Die Gemeinschaft“ („La Comunidad“). Als politischer Arm der streng hierarchisch gegliederten Gruppe  wurde am 23. September 1984 in Berlin die „Humanistische Partei“ gegründet, die mehrfach erfolglos an Wahlen in der Bundesrepublik teilnahm.

## Programm
Die Humanistische Partei präsentiert sich programmatisch als linksliberale, basisdemokratische Partei, deren Inhalte hauptsächlich auf die Ideen Silos zurückgehen. Inhaltlich wird vorrangig ein neues Modell einer „solidarischen und gewaltfreien Gesellschaft“ vertreten, wobei die HP alle Politikfelder auf der Basis des von Silo entworfenen "Neuen Humanismus" bearbeitet, gemäß dessen Motto: „Nichts über dem Menschen und kein Mensch unter einem anderen.“ So werden alle gewaltlosen Aktionen gegen Gewalt und Diskriminierung befürwortet. Im Einzelnen tritt die HP in ihrem Parteiprogramm für Minderheitenrechte, Vorrang für Gesundheit und Bildung und gegen Privatisierung in diesen Bereichen ein. Das Eintreten für ein gerechteres Wirtschaftsmodell ist ein Kernanliegen, wonach die Beziehung zwischen Kapital und Arbeit grundlegend verändert werden soll, um eine Verteilung der Gewinne an alle zu ermöglichen. Die Partei setzt sich für die Integration von Ausländern ein und will mit ihrem Programm vor allem junge Wähler ansprechen.

## Kritik
Der Partei wird zuweilen vorgeworfen, eine Tarnorganisation der Humanistischen Bewegung zu sein, die im Verdacht stünde, eine nach radikalem Führerkult organisierte „frühfaschistische“ Psycho-Sekte zu sein. Die Humanistische Partei habe in einigen südamerikanischen und europäischen Ländern Parteien gleichen Namens gegründet, die als Tarnorganisationen zur weiteren Mitgliederrekrutierung für die Humanistische Bewegung dienten und zur Kaschierung des Sektenimages fungierten. Direkte Verbindungen zwischen der HP und der streng autoritär geführten Siloistischen Bewegung sind zwar umstritten, die „Evangelische Informationstelle Kirchen - Sekten - Religionen“ habe jedoch direkte Befehlsketten zwischen der  Siloistischen Bewegung und der HP nachweisen können. Andere Parteien würden mit einer offenen Koalitionspolitik sowie Schlagworten wie Humanismus und dem Adjektiv „grün“ für die eigenen Ziele vereinnahmt. Der in den 1980er-Jahren von der HP verwendete Name Grüne Zukunft (GZ) sei bewusst gewählt worden, um eine Verwechselung mit der Grünen Partei zu provozieren.

## Nationale Parteien
- Chile: Partido Humanista de Chile
- Deutschland: Humanistische Partei in Deutschland
- Schweiz: Humanistische Partei der Schweiz
- Frankreich: Parti humaniste
- Portugal: Partido Humanista (seit 1999)
- Kanada: Parti humaniste du Québec (1985–1987, 1997/98)
- Kanada: Humanist Party of Ontario (1994–2003)
- Argentinien: Partido Humanista
- Dänemark: Det Humanistiske Parti (1987–2005)
- Indien: Humanist Party India (seit 1984)
- Ungarn: Humanista Párt (1993–2012)
- Mexiko: Partido Humanista (2014–2015)
- Brasilien: Partido Humanista (seit 2002)
- Dominikanische Republik: Partido Humanista Dominicano
- Italien: Partito Umanista (seit 1985)
- Spanien: Partido Humanista (seit 1984)
- Vereinigtes Königreich: Humanist Party (seit 1984)
- Senegal: Parti humaniste (seit 2006)
- Uruguay: Partido Humanista Uruguayo (seit 1998)
- Island: Flokkur mannsins/Húmanistaflokkurinn